# Kilonova

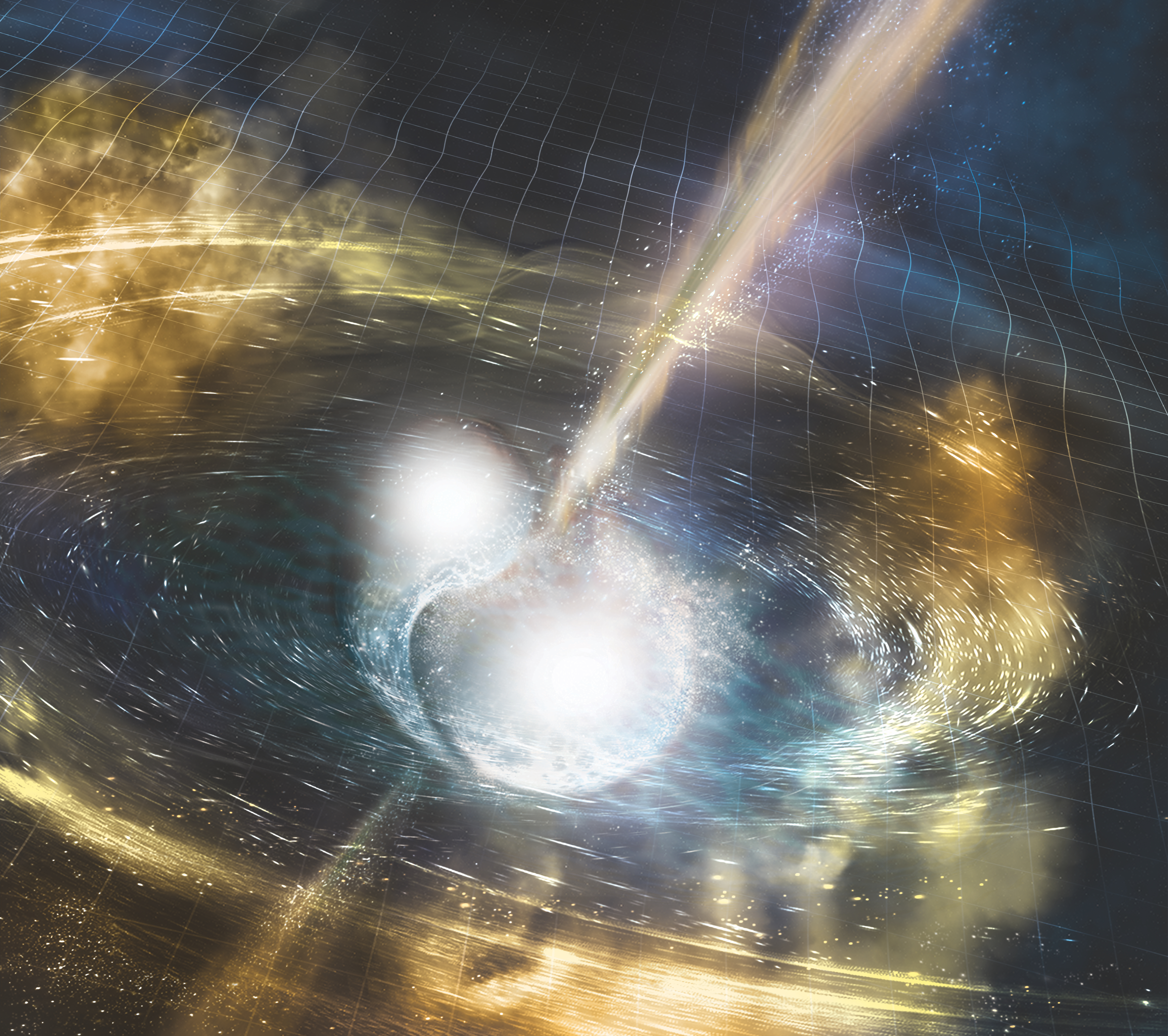
Umělecká představa splynutí dvou neutronových hvězd

Kilonova je astronomická událost, při níž dojde ke splynutí dvou neutronových hvězd nebo neutronové hvězdy a černé díry. Tento jev je přibližně 1000× jasnější než běžná nova – z toho vychází její název.
Kilonova se považuje za jeden z pravděpodobných zdrojů gama záblesků a silného elektromagnetického záření vznikajícího v důsledku radioaktivního rozpadu nově vzniklých prvků.

## Pozorování
První kilonova byla objevena v roce 2013 pomocí Hubblova vesmírného dalekohledu,
i když jejich existence byla předpovězena již před 30 lety.
Další pozorování se odehrálo v roce 2017, kdy detektory gravitačních vln (dva americké detektory LIGO a evropský detektor Virgo) zachytily gravitační vlny a určily přibližnou oblast oblohy, ze které přišly. Do následného hledání původce se zapojilo 70 dalekohledů na celém světě včetně dalekohledů VISTA, VST a NTT Evropské jižní observatoře na hvězdárnách Paranal a La Silla, radioteleskopů ALMA a Hubblova vesmírného dalekohledu. Ty zjistily, že zdroj se nacházel poblíž čočkovité galaxie NGC 4993 v souhvězdí Hydry.